# Église Saint-Druon de Cambrai
L'église Saint-Druon est une église catholique de la ville de Cambrai, dans le département du Nord (France). Elle dépend de l'archidiocèse et du doyenné de Cambrai. Cette église est dédiée à saint Druon (dit saint Dreux dans d'autres provinces), né en Artois et patron des bergers.

## Histoire
Une maladrerie est fondée vers 1379 en dehors des portes de la ville (au-delà de la porte Saint-Georges) avec une chapelle qui dessert les habitants des lieux. Elle est démolie en 1580, et la population réclame vite une autre chapelle; mais celle-ci n'est bâtie qu'en mars 1630 à la bifurcation des chemins de Niergnies et de Crèvecœur. Elle est dédiée à saint Druon (du latin Drogo) (1118-1185), patron des bergers. La chapelle est vendue comme bien national en 1793, puis démolie. Elle est remplacée soixante-dix ans plus tard par une église construite de 1860 à 1862 à proximité à l'initiative de l'abbé Desmaret qui en devient le curé de 1869 à 1894. C'est lui qui fait aussi construire en 1877 la chapelle à l'emplacement de l'ancienne chapelle démolie,. Au-dessus du porche, on peut lire les invocations à Notre-Dame du Bon Secours et à saint Druon.
Le lundi de Pentecôte a lieu un pèlerinage avec une messe à l'église en l'honneur de saint Druon, dit « jour des bergers », où l'on bénit auparavant les agneaux à la chapelle. Cette tradition perdure jusqu'à nos jours.
Aujourd'hui l'église Saint-Druon est une église-relais de la paroisse Notre-Dame-de-Grâce de Cambrai. La messe dominicale y est célébrée tous les dimanches des mois pairs à 11 heures et en semaine tous les mercredis à 9 heures.

## Description
Cette petite église de briques à encorbellements de pierre est de style néo-roman. Elle présente un clocher-porche, coiffé d'une flèche d'ardoises, flanqué à droite d'une petite tourelle hexagonale. Les vitraux sont l'œuvre du maître-verrier Dreptin et ont été réalisés en 1930.